# 卡達瓜河

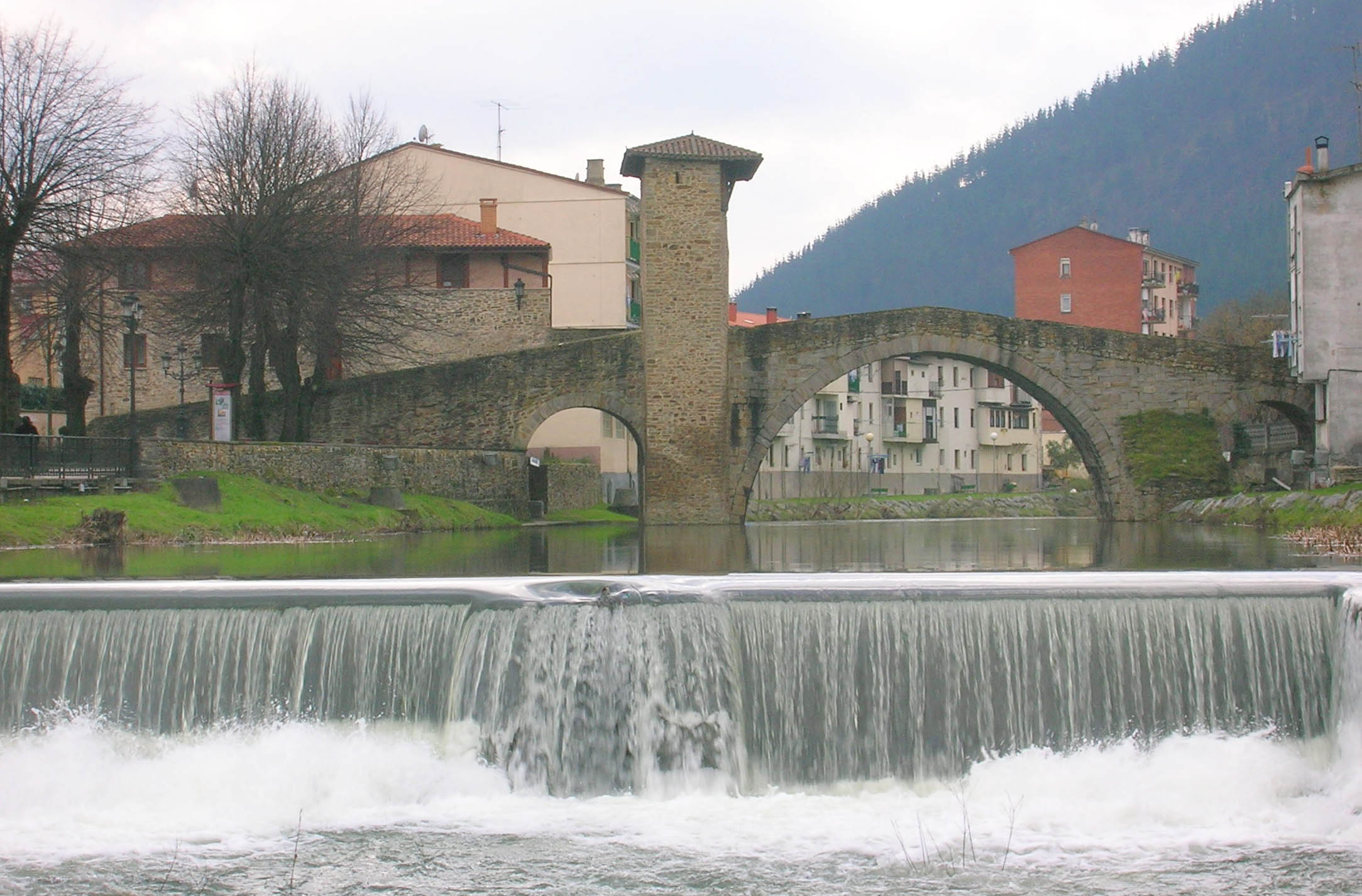
卡達瓜河

卡達瓜河（西班牙語：Río Cadagua）是西班牙的河流，位於該國北部，流經布爾戈斯省和比斯開省，河道全長70公里，流域面積600平方公里，平均流量每秒10.2立方米。